# Through 10,000 Holes
Through 10,000 Holes je záznam živého vystoupení kapely Absolut Deafers, které bylo nahráno v roce 2011 v ostravském rock'n'roll klubu Garage. Jedná se o vůbec první výtvor, který kapela vytvořila. Na DVD/CD je 10 skladeb (8 anglicky a 2 v českém jazyce).

## Seznam skladeb
1. Antichrist 05:01
2. Renegade 04:51
3. Lhář I. ( Ztracená ) 06:29
4. Mesmerize 04:13
5. Everything 06:53
6. Consequence 06:05
7. Fight for hope 04:20
8. B.I.T.C.H. 05:15
9. Come with me! 05:58
10. Lhář II. (Soumrak) 7:36